# Vitinho (Fußballspieler, Juli 1999)
Vitinho (* 23. Juli 1999; bürgerlich Victor Alexander da Silva) ist ein brasilianischer Fußballspieler, der seit 2024 beim Botafogo FR unter Vertrag steht.

## Karriere

### Verein
Vitinho stammt aus der Jugend des Cruzeiro EC. Im Mai 2018 kam er zu seinem einzigen Einsatz in der ersten Mannschaft in der Série A.
Zur Saison 2018/19 wechselte Vitinho zum belgischen Erstliga-Aufsteiger Cercle Brügge, bei dem er einen Vertrag mit einer Laufzeit bis zum 30. Juni 2023 erhielt. Insgesamt bestritt Vitinho 72 Ligaspiele für Cercle, in denen er zwei Tore erzielte, sowie drei Pokalspiele.
Ende Juli 2022 wechselte er nach dem 1. Spieltag der Saison 2022/23, bei dem er nicht im Kader stand, zum englischen Zweitligisten FC Burnley, der in dieser Saison vom belgischen Trainer Vincent Kompany trainiert wird, und unterschrieb dort einen Vertrag mit einer Laufzeit von vier Jahren.
2024 ging Vitinho in seine Heimat zurück. Hier unterzeichnete er einen Kontrakt beim Botafogo FR aus Rio de Janeiro. Mit dem Klub gewann er am 23. November die Copa Libertadores 2024, mit einem 3:1-Sieg über Atlético Mineiro. Anfang Dezember schloss sich der Gewinn der Série A 2024 an.

### Nationalmannschaft
Vitinho war seit Oktober 2016 in der brasilianischen U-20-Nationalmannschaft aktiv. Im Januar 2019 nahm er mit der Auswahl an der U-20-Südamerikameisterschaft in Chile teil. Dabei kam er zu zwei Einsätzen.

## Erfolge
Botafogo
- Copa Libertadores: 2024
- Campeonato Brasileiro de Futebol: 2024